# Konkluzja
W każdym rozumowaniu odnaleźć można następujące elementy: racja i następstwo, przesłanka i konkluzja (wniosek).
Zdanie „A” jest racją zdania „B”, zaś zdanie „B” jest następstwem zdania „A”, wtedy, gdy prawdziwość zdania „A” jest gwarancją prawdziwości zdania „B”.
Zdanie stanowiące podstawę do uznania (wyprowadzenia) innego zdania nazywa się przesłanką rozumowania, a zdanie uznane (wyprowadzone) na podstawie przesłanki rozumowania nazywa się konkluzją (wnioskiem) rozumowania (wyprowadzania).
Układ przynajmniej dwóch zdań powiązanych ze sobą jako przesłanki i konkluzje, racje i następstwa nazywany jest rozumowaniem w sensie logicznym. 
inaczej: wniosek w konsekwencji 

## Symbol konkluzji
Symbolem konkluzji jest ∴ i stawia się go bezpośrednio przed wnioskiem. Przykład użycia w modus ponendo ponens: 